# Nikołaj Maslennikow
Nikołaj Iwanowicz Maslennikow (ros. Николай Иванович Масленников, ur. 2 grudnia 1921 w Niżnym Nowogrodzie, zm. 28 października 2013 w Moskwie) – radziecki polityk, członek KC KPZR (1971–1990), I sekretarz Komitetu Obwodowego KPZR w Gorkim (1968–1974).
W latach 1941–1943 służył w Armii Czerwonej, uczestnik II wojny światowej, 1948 ukończył Gorkowski Instytut Przemysłowy, 1948-1961 pracował w fabryce "Krasnaja Etna" w Gorkim, od 1951 w WKP(b). Od 1961 funkcjonariusz partyjny, 1966–1968 I sekretarz Komitetu Miejskiego KPZR w Gorkim, 1968–1974 I sekretarz Komitetu Obwodowego KPZR w Gorkim. W latach 1974–1989 I zastępca przewodniczącego Rady Ministrów Rosyjskiej FSRR i przewodniczący Państwowego Komitetu Planowania Rosyjskiej FSRR. Od 1989 na emeryturze. Deputowany do Rady Najwyższej ZSRR od 8 do 11 kadencji. Pochowany na Cmentarzu Trojekurowskim w Moskwie.

## Odznaczenia
- Order Lenina (trzykrotnie - 1973, 1976 i 1981)
- Order Czerwonego Sztandaru Pracy (1966)
- Medal „Za zwycięstwo nad Niemcami w Wielkiej Wojnie Ojczyźnianej 1941–1945” (1945)
- Medal 850-lecia Moskwy